# Kuppehantha, Krishnarajanagara
Kuppehantha là một làng thuộc tehsil Krishnarajanagara, huyện Mysore, bang Karnataka, Ấn Độ.